# Campoplex septentrionalis
Campoplex septentrionalis är en stekelart som beskrevs av Gupta och Maheshwary 1977. Campoplex septentrionalis ingår i släktet Campoplex och familjen brokparasitsteklar.

## Underarter
Arten delas in i följande underarter:
- C. s. mixtus
- C. s. tikari